# Brachysipalia viatica
Brachysipalia viatica – gatunek chrząszcza z rodziny kusakowatych i podrodziny rydzenic.
Gatunek ten opisał po raz pierwszy w 1995 roku Roberto Pace na łamach „Revue suisse de Zoologie”. Jako lokalizację typową wskazano Mount Elgon w Kenii.
Chrząszcz o błyszczącym, wydłużonym w zarysie ciele długości 3,4 mm. Głowa jest rudożółta, wyraźnie siateczkowana i powierzchownie punktowana. Czułki mają człony pierwszy, drugi, trzeci i jedenasty żółte, a człony pozostałe żółtorude. Rudożółte przedplecze ma niewyraźnie punktowaną powierzchnię o zatartym siateczkowaniu. Również rudożółte pokrywy są wyraźnie siateczkowane i pokryte ostrymi, sterczącymi ziarnistościami. Kolor odnóży jest rudożółty. Odwłok jest rudożółty z brązowymi wolnymi urotergitami segmentów od drugiego i piątego. Genitalia obu płci przypominają te u B. kenyamontis i B. crassa. Spermateka samicy różni się od tej u wymienionych gatunków słabiej rozrośniętą częścią proksymalną, zaś edeagus samca znacznie lepiej rozwiniętymi crista apicalis i crista proximalis oraz szerszym odgięciem na stronę brzuszną.
Owad afrotropikalny, znany wyłącznie z Kenii. Spotkany na rzędnych 2800 m n.p.m.